# A9高速公路 (義大利)
A9高速公路（義大利語：Autostrada A9），和A8高速公路合稱湖區高速公路（Autostrada dei Laghi），是義大利一條高速公路，自第二大城市、倫巴底首府米蘭西北的萊納泰，經過科莫和基亞索通往瑞士。全長42.3公里。
1925年6月28日通車。全段是歐洲E35公路的一部份。